# 짐 볼저
제임스 브렌던 "짐" 볼저(영어: James Brendan "Jim" Bolger, 1935년 5월 31일~)는 뉴질랜드의 정치인이자, 제35대 뉴질랜드의 총리를 역임하였다. 소속 정당은 뉴질랜드 국민당이었다.

## 어린 시절
그는 아일랜드계로 타라나키에서 태어났다. 그가 15살이 되던 해 무렵, 그는 학교 생활을 그만두고 가족들의 농장 일을 도왔다.

## 정치인 생활

### 의회 의원 생활
1972년, 그는 뉴질랜드 국민당에 입당하여 그의 정치 생활을 시작했다. 또한 곧바로 총선에 뛰어들어 킹 컨츄리(King Country, 후일 타라나키-킹 컨츄리(Taranaki-King Country)) 지역구 의원 후보직을 따냈고, 또한 지역구 의원으로 당선이 되었다. 그가 1998년 정계에서 은퇴하기 전까지 무려 그 지역구의 9선 의원으로 당선이 되었다.

### 장관직 수행 생활
그는 1975년 당시 로버트 멀둔 수상의 국민당 정부에서 초대 수산부 장관으로 내정되었고, 후에는 농업부 장관으로 내정되었다.

### 당내 경선
1984년 총선에서 국민당이 패하여 야당으로 밀려난 이후, 그와 당시 국민당 부당수인 짐 맥네이(Jim McLay)는 전직 수상이자 당시 당수인 로버트 멀둔과의 당수직을 놓고 경선한 결과, 맥네이는 멀둔을 물리치고 당수로 임명되었지만 그는 경선에서 패하였다. 하지만 1986년, 그는 다시 도전하여 마침내 국민당 당수로 임명되었다. 1년 후인 1987년 총선에서 아쉽게 패하였지만, 그 다음 총선인 1990년 총선에서 뉴질랜드 선거 역사상 최대의 승리로 국민당이 다시 집권 여당이 되었고, 그는 수상으로 임명되었고, 제4의 국민당 정부의 시대를 열었다.

### 수상 수행 생활
그는 여러 정책들을 검토 및 이행하였으며, 특히 경제, 외교 등의 정책을 이행하였다. 또한 선거 투표 방식을 개편하였고, 또한 뉴질랜드가 영연방 국가에서 공화국가으로 탈바꿈을 시키려고 각고의 노력을 다하였다. 또한 뉴질랜드 원주민인 마오리족의 정책도 이행하였다. 이러한 획기적이고, 국민들의 호응을 받은 그의 정책은 그가 다음 총선인 1993년 총선과 1996년 총선에서 그가 이끄는 국민당이 계속 집권여당과 그가 수상직을 재임할 수 있는 원동력이 되었다. 1993년 한국을 방문하였다.

## 정치 생활 은퇴와 이후의 생활
당시 그의 새로운 경쟁자로 떠오른 당시 교통부 장관인 제니 시플리가 1997년, 그에게 경선 도전을 신청하였다. 하지만 당시 그는 해외에 나가 있는 상태였다. 그가 돌아오자 그의 지지자들이 턱없이 부족한 것을 깨닫고, 그는 같은 해 12월 8일, 수상직을 사임하였다. 이후 그는 의원직 생활을 유지하였지만 1998년, 그는 정계 은퇴를 선언, 이후 총선에서 의원직을 나아가지 않겠다고 입장을 표명하였다. 정계 은퇴 이후 주미뉴질랜드대사직을 맡았고, 뉴질랜드 우체국(New Zealand Post) 사장, 키위은행(Kiwi Bank, 뉴질랜드 공영은행기업) 사장직을 역임하였다. 2007년, 그는 와이카토 대학교(Waikato University) 총장으로 선임되었다. 또한 당시 그가 이끌던 국민당 정부에서 민영화시켰지만, 이후 노동당 정부가 다시 공영화시킨 현재 공영철도기업인 톨 뉴질랜드(Toll NZ, 이후 키위레일(KiwiRail)로 기업명 변경) 사장으로 임명이 되었다.

## 역대 선거 결과
| 선거명      | 직책명                               | 대수 | 정당            | 득표율 | 득표수   | 결과 | 당락                             |
| ----------- | ------------------------------------ | ---- | --------------- | ------ | -------- | ---- | -------------------------------- |
| 1972년 선거 | 하원의원 (킹 컨츄리 선거구)          | 37대 | 뉴질랜드 국민당 | 48.0%  | 7,107표  | 1위  | 킹 컨츄리 하원의원 당선          |
| 1975년 선거 | 하원의원 (킹 컨츄리 선거구)          | 38대 | 뉴질랜드 국민당 | 56.1%  | 9,180표  | 1위  | 킹 컨츄리 하원의원 당선          |
| 1978년 선거 | 하원의원 (킹 컨츄리 선거구)          | 39대 | 뉴질랜드 국민당 | 44.6%  | 6,804표  | 1위  | 킹 컨츄리 하원의원 당선          |
| 1981년 선거 | 하원의원 (킹 컨츄리 선거구)          | 40대 | 뉴질랜드 국민당 | 49.1%  | 7,937표  | 1위  | 킹 컨츄리 하원의원 당선          |
| 1984년 선거 | 하원의원 (킹 컨츄리 선거구)          | 41대 | 뉴질랜드 국민당 | 55.1%  | 10,040표 | 1위  | 킹 컨츄리 하원의원 당선          |
| 1987년 선거 | 하원의원 (킹 컨츄리 선거구)          | 42대 | 뉴질랜드 국민당 | 64.2%  | 10,942표 | 1위  | 킹 컨츄리 하원의원 당선          |
| 1990년 선거 | 하원의원 (킹 컨츄리 선거구)          | 43대 | 뉴질랜드 국민당 | 64.4%  | 10,406표 | 1위  | 킹 컨츄리 하원의원 당선          |
| 1993년 선거 | 하원의원 (킹 컨츄리 선거구)          | 44대 | 뉴질랜드 국민당 | 51.8%  | 8,396표  | 1위  | 킹 컨츄리 하원의원 당선          |
| 1996년 선거 | 하원의원 (타라나키 킹 컨츄리 선거구) | 45대 | 뉴질랜드 국민당 | 54.0%  | 14,934표 | 1위  | 타라나키 킹 컨츄리 하원의원 당선 |